# Élara (lune)
Pour les articles homonymes, voir Élara.
Élara est un satellite naturel de Jupiter.

## Caractéristiques physiques
Élara est un petit satellite. En supposant qu'il possède un albédo de 0,04, similaire à d'autres satellites de Jupiter (comme les membres du groupe d'Himalia),, sa magnitude visuelle de 16,3 conduit à un diamètre de 86 km.
Par calcul, la masse d'Élara est estimée à environ 8,73 × 1017 kg.

## Orbite
Élara appartient au groupe d'Himalia, un groupe de cinq satellites qui orbite autour de Jupiter sur des demi-grands axes compris entre 11 160 000  et   12 555 000 kilomètres et des inclinaisons de 25,8  à   30,7 degrés par rapport à l'équateur de Jupiter.

Diagramme illustrant l'orbite des satellites irréguliers de Jupiter. Le groupe d'Himalia est visible sur le centre-gauche.
Diagramme illustrant l'inclinaison des quatre principaux membres du groupe d'Himalia en fonction du demi-grand axe.

## Historique

### Découverte
Élara fut découvert par Charles Dillon Perrine à l'observatoire Lick le 2 janvier 1905, sur des photographies d'Himalia, autre satellite de Jupiter découvert par Perrine peu auparavant,. Il s'agit du 7e satellite à avoir été découvert autour de Jupiter.

### Dénomination
Élara porte le nom d'Élara, personnage de la mythologie grecque ; Élara fut une maîtresse de Zeus (équivalent grec de Jupiter), dont elle eut pour fils le titan Tityos.
Élara ne reçut pas de nom officiel avant 1975, en même temps que huit autres satellites de Jupiter (le premier lot de satellites à avoir été officiellement nommé par l'Union astronomique internationale). Avant cela, Élara était simplement désigné par Jupiter VII. Il ne portait pas non plus de désignation provisoire, le système actuel n'ayant été mis en place qu'après sa désignation officielle.

### Exploration
En février et mars 2007, la sonde New Horizons, en route vers Pluton, réalisa une série d'images d'Élara, les plus proches à 8 millions de km de distance.